# William Richardson (Fußballspieler)
William „Billy“ Richardson, teilweise wegen seines Spitznamens „Ginger“ auch W. G. Richardson abgekürzt, (* 29. Mai 1909 in Framwellgate Moor; † 29. März 1959 in Birmingham) war ein englischer Fußballspieler. Der Nationalspieler wurde Torschützenkönig der First Division.

## Sportlicher Werdegang
Richardson spielte als Schüler Fußball in Durham und für den Horden Wanderers FC. Parallel zu einer ersten Tätigkeit als Busfahrer in Hartlepool lief er für das Werksteam United Bus Company Ltd FC auf, ehe er als Amateurspieler zu Hartlepool United stieß. Beim in der Third Division North antretenden Klub unterzeichnete er 1928 einen Profivertrag. 
Im Juni 1929 wechselte Richardson zum seinerzeitigen Zweitdivisionär West Bromwich Albion. Dort spielte bereits der gleichnamige Bill Richardson, so dass er den Spitznamen „Ginger“ zur Unterscheidung erhielt. In der Spielzeit 1930/31 stieg er mit dem Klub als Vizemeister hinter dem FC Everton in die First Division auf. Zudem erreichte er mit der Mannschaft im Wettbewerb um den FA Cup 1930/31 das Endspiel gegen den Erstligisten FC Birmingham. Als Doppeltorschütze bei einem Gegentreffer von Joe Bradford führte er den Klub mit einem 2:1-Erfolg im Wembley-Stadion zum dritten Pokalsieg der Vereinsgeschichte. Als Stammspieler und späterer Mannschaftskapitän verhalf er dem Klub sich in der vorderen Tabellenhälfte der höchsten Spielklasse zu etablieren. Mitte April 1935 stand er mit der Mannschaft im Rahmen des Endspiels um den FA Cup 1934/35 erneut in Wembley auf dem Rasen, dieses Mal blieb er ohne eigenen Torerfolg und der Klub verpasste mit einer 2:4-Niederlage gegen Sheffield Wednesday den erneuten Triumph. Er hatte sich jedoch in die Nationalmannschaft gespielt, am 18. Mai lief er bei einem 1:0-Erfolg über die Niederlande im Olympiastadion Amsterdam durch einen Treffer von Fred Worrall an der Seite seines Mannschaftskameraden Walter Boyes in der Angriffsreihe auf. Dies blieb sein einziger Auswahleinsatz für die englische Nationalelf. In der Spielzeit 1935/36 reüssierte er mit 39 Saisontreffern, damit krönte er sich zum Torschützenkönig der ersten englischen Liga. Anschließend blieb auch der Erfolg in der Vereinsmannschaft aus, die in den Tabellenkeller rutschte und am Ende der Spielzeit 1937/38 wieder in die Zweitklassigkeit musste. Mit dem Absteiger platzierte er sich nur im Tabellenmittelfeld, ehe mit dem Ausbruch des Zweiten Weltkriegs der Spielbetrieb zum Erliegen kam. Während des Krieges war er Reservist. Im November 1945 schloss er sich zum Karriereausklang Shrewsbury Town im Non-League football an.
Nach dem Ende der aktiven Laufbahn kehrte Richardson als Teil des Trainerteams zu West Bromwich Albion zurück, hier blieb er bis zu seinem Tod im Alter von 49 Jahren tätig. 